# Andy Newmark
Andrew « Andy » Newmark, né le 14 juillet 1950 à Port Chester, dans l'État de New York, est un batteur américain, principalement connu pour son travail de musicien de studio.
Il a été le batteur du groupe Sly and the Family Stone sur l'album Fresh en 1973, avant de travailler avec un grand nombre de musiciens de renom, tels que Carly Simon, Gary Wright, John Lennon, Yoko Ono, Pink Floyd (sur la chanson « Two Suns in the Sunset » de l'album The Final Cut), Cat Stevens, Joe Walsh, B.B. King, Eric Clapton, George Harrison, David Gilmour (sur On An Island), Roger Waters (sur The Pros and Cons of Hitch Hiking), Ron Wood, David Bowie (sur Young Americans), Sting, Patrick Moraz, Roxy Music et Bryan Ferry.

## Participations
- Carly Simon : Anticipation (1971), No Secrets (1972), Hotcakes (1974), Playing Possum (1975), Another Passenger (1976), This is My Life (1992)
- Sly and the Family Stone : Fresh (EPIC, 1973)
- Gary Wright : The Dream Weaver (1975)
- Patti Austin : In Concert-Carnegie Hall (CTI, 1975), Good King Bad (CTI, 1975)
- George Benson et Joe Farrell : Benson & Farrell (CTI, 1976)
- Urbie Green : End of a Rainbow (CTI, 1976)
- Lalo Schifrin : The Fox (CTI, 1976)
- John Lennon : Double Fantasy (1980)
- Yoko Ono : Double Fantasy (1980) et Season of Glass.
- Balance : Balance (1981)
- Claude Engel : Guitarisme (1983)
- Rocky and the Natives : Black Widow, Let's Hear it for the Old Guys (Yard Dog Records, 2013)